# Limnophila luteifemorata
Limnophila luteifemorata är en tvåvingeart som beskrevs av Alexander 1963. Limnophila luteifemorata ingår i släktet Limnophila och familjen småharkrankar.
Artens utbredningsområde är Madagaskar. Inga underarter finns listade i Catalogue of Life.